# Helléan
Helléan (in bretone: Helean) è un comune francese di 333 abitanti situato nel dipartimento del Morbihan nella regione della Bretagna.

## Società

### Evoluzione demografica
Abitanti censiti